# Jana Adámková (moderátorka)
Jana Adámková, rozená Dolejší (* 7. února 1972 Jihlava) je česká moderátorka, pedagožka a podnikatelka.

## Život
Pochází z rodiny středoškolských profesorů. Po absolvování gymnázia v Jihlavě vystudovala Pedagogickou fakultu Univerzity Palackého v Olomouci. Manažerská studia absolvovala v akreditovaných programech Business School Nederland. Po vítězství v konkurzu na moderátory zpravodajských pořadů v roce 1997, nejprve moderovala relaci Počasí a později hlavní zpravodajský pořad TV Nova - Televizní noviny (ve dvojici s Karlem Voříškem).
Několikrát byla nominována na cenu Anno, profesní cenu Demosthenes a Rosnička roku. Vítězkou ceny Rosnička roku se stala celkem dvakrát.
Je autorkou řady celostátních a mezinárodních projektů, zaměřených na umění komunikace – viz Komunikační výchova, Young Demosthenes, Demosthenova škola řečnického umění, Moderátorská škola D3 a dále akreditovaných vzdělávacích programů Moderátor/-ka v elektronických médiích, Tiskový mluvčí a Manažer pro komunikaci.
Od roku 2002, až do roku 2015, zároveň pracovala jako ředitelka Moderátorské školy D3.
V roce 2007 byla za vzdělávací program Moderátor-/ka v elektronických médiích, nominována na prestižní mezinárodní cenu za vědu a vzdělávání - International Socrates Award, která se každým rokem uděluje v Oxfordu.
Je odborným garantem metodického vstupu Komunikační výchova, který je součástí Rámcově vzdělávacího programu MŠMT ČR. Externě spolupracuje s Akademií věd ČR, v rámci projektu Otevřená věda.
V rámci pedagogické činnosti se specializuje na český jazyk a literaturu, kulturu veřejného projevu, komunikační strategie, mediální komunikaci, umění prezentace, profesní etiku a protokolární problematiku v komerčních a veřejnoprávních institucích. Vyučuje v akreditovaných vzdělávacích programech „ MBA – Management Soft skills“, „ MBA - Public Relations a komunikace“ a MBA – Strategické řízení podniku“ v Business Institutu EDU a.s.

## Díla
Adámková, J. a kol: Mluvený projev, UPOL, Olomouc, 2012, 1. Vydání, ISBN 978-80-244-3265-6